# Bill Lancaster
William Henry Lancaster, detto Bill (Los Angeles, 17 novembre 1947 – Los Angeles, 4 gennaio 1997), è stato un attore e sceneggiatore statunitense.

## Biografia
Bill Lancaster nacque nel 1947 a Los Angeles, figlio dell'attore e produttore Burt Lancaster e di Norma Anderson.
Nel 1967 esordì come attore in un episodio della serie TV La grande vallata. Nel 1974 recitò nel film L'uomo di mezzanotte, codiretto da suo padre, e nello sceneggiato televisivo Mosè, in cui interpretò Mosè da giovane.
Fu autore dell'adattamento della sceneggiatura del film La cosa (1982), diretto da John Carpenter. Scrisse inoltre le sceneggiature originali per i film Che botte se incontri gli "Orsi" (1976) e Gli orsi vanno in Giappone (1978).
Nel 1965 sposò Kippie Kovacs, figlia del comico Ernie Kovacs. La coppia ebbe una figlia, deceduta nel 2017 all'età di 51 anni.
Morì nel 1997 a soli 49 anni, a causa di un infarto. È sepolto accanto al padre e alla figlia presso il Westwood Village Memorial Park Cemetery.

## Filmografia parziale

### Attore
- La grande vallata (The Big Valley) - serie TV, un episodio (1967)
- L'uomo di mezzanotte (The Midnight Man), regia di Roland Kibbee e Burt Lancaster (1974)
- Mosè - miniserie TV, 6 episodi (1974)

### Sceneggiatore
- Che botte se incontri gli "Orsi" (The Bad News Bears) (1976)
- Gli orsi interrompono gli allenamenti (The Bad News Bears in Breaking Training) (1977) - personaggi
- Gli orsi vanno in Giappone (The Bad News Bears Go to Japan) (1978) - anche coproduttore
- La gang degli orsi (The Bad News Bears) - serie TV, 22 episodi (1979-1980) - personaggi
- La cosa (The Thing) (1982)
- Bad News Bears - Che botte se incontri gli orsi! (Bad News Bears) (2005) - soggetto originale

## Riconoscimenti
- Writers Guild of America
  - 1977: "Best Comedy Written Directly for the Screen" (The Bad News Bears)